# Jan Bulis
Jan Bulis (* 18. března 1978 Pardubice) je bývalý český lední hokejista, hrající na pozici centra, syn bývalého pardubického hokejisty Františka Bulise.

## Hráčská kariéra
Draftován byl jako 3. volba Washingtonu Capitals v roce 1996 (celkově 43.). V Kanadě začal hrát hokej už v 16 letech, kdy hrál juniorskou ligu Britské Kolumbie. Proslavil se ale hlavně v OHL, kde za Barrie Colts za jediný ročník posbíral 103 bodů. Pak už cestoval do týmu NHL Capitals. Tam se mu příliš nedařilo, a proto uvítal výměnu do celku Montreal Canadiens, kde se změnil ve všestranného útočníka. Toho si všiml i reprezentační trenér Alois Hadamczik, který jej nominoval na Olympijské hry v Turíně. Vysloužil si také reprezentační pozvánku na MS v Rize. V následující sezoně jako volný hráč podepsal jednoletou smlouvu v týmu NHL Vancouver Canucks. Na západním pobřeží Kanady ale vydržel jen jednu sezonu. V září roku 2007 podepsal dvouletý kontrakt s týmem ruské Superligy Chimik Moskevská oblast. Zde se Bulisovi hned v jeho první sezoně dařilo velice dobře. Se ziskem 48 kanadských bodů (17 branek + 31 asistencí) obsadil osmou příčku v produktivitě celé soutěže. V Rusku působil až do sezóny 2014/2015, po které se z rodinných důvodů vrátil zpět do Česka, kde však již nehrál. Ukončení své sportovní kariéry oficiálně oznámil v květnu 2016.

## Ocenění a úspěchy
- 1997 OHL - Třetí All-Star Tým
- 2005 ČHL Nejlepší střelec v playoff (s tímto oceněním se dělí se třemi hráči - Peter Barinka, Martin Erat a Ondřej Veselý).

## Prvenství

### NHL
- Debut - 1. října 1997 (Toronto Maple Leafs proti Washington Capitals)
- První asistence - 1. října 1997 (Toronto Maple Leafs proti Washington Capitals)
- První gól - 11. října 1997 (Washington Capitals proti New York Islanders, švédskému brankáři Tommy Salo)
- První hattrick - 25. ledna 2006 (Philadelphia Flyers proti Montreal Canadiens)

### ČHL
- Debut - 17. září 2004 (HC Moeller Pardubice proti Bílí Tygři Liberec)
- První gól - 21. září 2004 (HC Moeller Pardubice proti HC Slavia Praha, českému brankáři Petru Fraňkovi)
- První asistence - 5. října 2004 (HC Moeller Pardubice proti HC Oceláři Třinec)
- První hattrick - 7. března 2005 (HC Moeller Pardubice proti HC Rabat Kladno)

## Klubová statistika
| Sezóna       | Klub                    | Soutěž       |     | Základní část | Základní část | Základní část | Základní část | Základní část |    | Play off | Play off | Play off | Play off | Play off |
| Sezóna       | Klub                    | Soutěž       | Z   | G             | A             | B             | TM            | Z             | G  | A        | B        | TM       |          |          |
| 1993–94      | HC Pardubice            | ČHL-18       | 25  | 16            | 11            | 17            | —             | —             | —  | —        | —        | —        |          |          |
| 1994–95      | Kelowna Spartans        | BCHL         | 51  | 23            | 25            | 48            | 36            | 17            | 7  | 9        | 16       | 0        |          |          |
| 1995–96      | Barrie Colts            | OHL          | 59  | 29            | 30            | 59            | 22            | 7             | 2  | 3        | 5        | 2        |          |          |
| 1996–97      | Barrie Colts            | OHL          | 64  | 42            | 61            | 103           | 42            | 9             | 3  | 7        | 10       | 10       |          |          |
| 1997–98      | Washington Capitals     | NHL          | 48  | 5             | 11            | 16            | 18            | —             | —  | —        | —        | —        |          |          |
| 1997–98      | Portland Pirates        | AHL          | 3   | 1             | 4             | 5             | 12            | —             | —  | —        | —        | —        |          |          |
| 1997–98      | Kingston Frontenacs     | OHL          | 2   | 0             | 1             | 1             | 0             | 12            | 8  | 10       | 18       | 12       |          |          |
| 1998–99      | Washington Capitals     | NHL          | 38  | 7             | 16            | 23            | 6             | —             | —  | —        | —        | —        |          |          |
| 1998–99      | Cincinnati Cyclones     | IHL          | 10  | 2             | 2             | 4             | 14            | —             | —  | —        | —        | —        |          |          |
| 1999–00      | Washington Capitals     | NHL          | 56  | 9             | 22            | 31            | 30            | —             | —  | —        | —        | —        |          |          |
| 2000–01      | Washington Capitals     | NHL          | 39  | 5             | 13            | 18            | 26            | —             | —  | —        | —        | —        |          |          |
| 2000–01      | Portland Pirates        | AHL          | 4   | 0             | 2             | 2             | 0             | —             | —  | —        | —        | —        |          |          |
| 2000–01      | Montreal Canadiens      | NHL          | 12  | 0             | 5             | 5             | 0             | —             | —  | —        | —        | —        |          |          |
| 2001–02      | Montreal Canadiens      | NHL          | 53  | 9             | 10            | 19            | 8             | 6             | 0  | 0        | 0        | 6        |          |          |
| 2002–03      | Montreal Canadiens      | NHL          | 82  | 16            | 24            | 40            | 30            | —             | —  | —        | —        | —        |          |          |
| 2003–04      | Montreal Canadiens      | NHL          | 72  | 13            | 17            | 30            | 30            | 11            | 1  | 1        | 2        | 4        |          |          |
| 2004–05      | HC Moeller Pardubice    | ČHL          | 45  | 24            | 25            | 49            | 113           | 16            | 7  | 4        | 11       | 43       |          |          |
| 2005–06      | Montreal Canadiens      | NHL          | 73  | 20            | 20            | 40            | 50            | 6             | 1  | 1        | 2        | 2        |          |          |
| 2006–07      | Vancouver Canucks       | NHL          | 79  | 12            | 11            | 23            | 70            | 12            | 1  | 1        | 2        | 0        |          |          |
| 2007–08      | Chimik Moskevská oblast | RSL          | 57  | 18            | 29            | 47            | 106           | 5             | 0  | 0        | 0        | 4        |          |          |
| 2008–09      | Atlant Mytišči          | KHL          | 35  | 9             | 8             | 17            | 16            | —             | —  | —        | —        | —        |          |          |
| 2009–10      | Atlant Mytišči          | KHL          | 56  | 25            | 18            | 43            | 68            | 4             | 1  | 2        | 3        | 4        |          |          |
| 2010–11      | Atlant Mytišči          | KHL          | 42  | 14            | 15            | 29            | 62            | 24            | 4  | 6        | 10       | 26       |          |          |
| 2011–12      | Traktor Čeljabinsk      | KHL          | 43  | 5             | 14            | 19            | 68            | 16            | 1  | 2        | 3        | 4        |          |          |
| 2012–13      | Traktor Čeljabinsk      | KHL          | 49  | 16            | 15            | 31            | 32            | 25            | 9  | 2        | 11       | 16       |          |          |
| 2013–14      | Traktor Čeljabinsk      | KHL          | 49  | 11            | 8             | 19            | 44            | —             | —  | —        | —        | —        |          |          |
| 2014–15      | Traktor Čeljabinsk      | KHL          | 43  | 5             | 8             | 13            | 52            | 6             | 0  | 0        | 0        | 4        |          |          |
| Celkem v NHL | Celkem v NHL            | Celkem v NHL | 552 | 96            | 149           | 245           | 268           | 35            | 3  | 3        | 6        | 14       |          |          |
| Celkem v KHL | Celkem v KHL            | Celkem v KHL | 317 | 85            | 86            | 171           | 342           | 75            | 15 | 12       | 27       | 54       |          |          |

## Reprezentace
| Rok                       | Tým                       | Soutěž                    | Z  | G | A | B | TM |
| ------------------------- | ------------------------- | ------------------------- | -- | - | - | - | -- |
| 2006                      | Česko                     | OH                        | 8  | 0 | 0 | 0 | 10 |
| 2006                      | Česko                     | MS                        | 9  | 0 | 0 | 0 | 0  |
| Seniorská kariéra celkově | Seniorská kariéra celkově | Seniorská kariéra celkově | 17 | 0 | 0 | 0 | 10 |